# Arcadio Méndez
Arcadio Méndez (Táchira) es un ex-ciclista profesional venezolano.
Compitió en la Vuelta al Táchira, además de estar en otras competiciones nacionales.

## Palmarés
1976
- 4º en 8ª etapa Vuelta al Táchira, La Grita  Venezuela

1979
- 3º en 2ª etapa Vuelta al Táchira, Santa Bárbara  Venezuela
- 3º en 9ª etapa Vuelta al Táchira, La Grita  Venezuela
- 3º en Clasificación General Final Vuelta al Táchira  Venezuela

1980
- 3º en 9ª etapa Vuelta al Táchira, La Grita  Venezuela

## Equipos
- 1979  Club Martell.